# Fırat Üniversitesi SK
Fırat Üniversitesi SK ist ein türkischer Fußballverein aus Elazığ und die Universitätsmannschaft der Fırat Universität. Größter Erfolg des Vereins bisher war die einjährige Spielzeit in der TFF 1. Lig.

## Geschichte
Fırat Üniversitesi SK wurde 1989 gegründet. In der Saison 1996/97 spielte man in der 3. Lig und belegte den zehnten Tabellenplatz. In der folgenden Saison 1997/98 steigerte die Mannschaft ihre Leistung und stieg als erster Platz und mit 70 Punkten erstmals in der Vereinsgeschichte in die TFF 1. Lig, damals noch unter dem Namen 2. Lig geführt, auf. Dort konnte man sich jedoch nicht halten, mit einem Torverhältnis von 35:79 in der Abstiegsrunde musste der Verein wieder den Gang in die 3. Lig antreten.